# Yo Yo Mundi
Yo Yo Mundi, aussi écrit YoYo Mundi, est un groupe italien de folk rock, originaire d'Acqui Terme. Au cours de leur carrière musicale, ils passent du combat folk aux chansons d'auteurs-compositeurs-interprètes et, au fil des ans, ils élargissent leurs horizons artistiques pour inclure des contaminations avec d'autres arts tels que le cinéma, le théâtre et la littérature.

## Histoire

### Origines
Le groupe est formé en 1988 autour de la figure de Paolo Enrico Archetti Maestri, ancien guitariste et second chanteur du groupe de rock psychédélique Knot Toulouse, avec lequel il n'a enregistré que le premier 45 tours du groupe, The Leaves Are Turning Blue sorti en 1987 chez Contempo Records) puis chanteur de Viridanse avant leur séparation en 1988, succédant à Paolo Boveri.
Le groupe piémontais donne son premier concert au cours de l'été 1988, lors d'une manifestation contre la pollution dans la vallée de la Bormida. Leur première chanson est Freccia Vallona, inspirée de la grande classique cycliste belge. Trois des thèmes les plus récurrents de leur production apparaissent alors immédiatement : le lien avec leur terre et leurs racines, l'engagement politique (également dans une fonction écologiste) et l'amour du sport et du jeu. En 1989, ils auto-produisent leur première cassette démo (Freccia Vallona, distribuée par Toast Records) avec 6 titres. En 1992, avec la production artistique de Gianni Maroccolo, ils sortent leur premier album studio, Andeira, une cassette de 6 titres enregistrée entre Pistoia et Gênes.

### Premiers albums
En 1994, leur premier album, La diserzione degli animali del circo, sort, avec la participation de plusieurs musiciens internationaux, dont Brian Ritchie et Gordon Gano du groupe américain de rock alternatif Violent Femmes. Le deuxième album, Bande rumorose, datant de 1995, est un enregistrement live réalisé lors de l'émission télévisée Segnali di Fumo diffusée sur Videomusic, avec la collaboration de plusieurs invités, représentants de la scène musicale alternative italienne, dont Marlene Kuntz, Ginevra Di Marco et Giorgio Canali. Ces deux premières œuvres sont produites par le Consorzio Produttori Indipendenti, un label discographique fondé par Gianni Maroccolo et Massimo Zamboni, alors membres du Consorzio Suonatori Indipendenti (CSI).
Toujours en 1995, Yo Yo Mundi participe à la compilation Materiale resistente avec la chanson I banditi della Acqui, chanson à partir de laquelle est née une représentation théâtrale intitulée Il Bandito della Acqui : memorie di un soldato dimenticato. À partir de là, le thème de la Résistance italienne sera l'un des plus importants de leur production.
En 1996, ils sortent Percorsi di musica sghemba, avec une production artistique de Giorgio Canali et à nouveau des collaborations internationales dont Trey Gunn, ancien joueur de Chapman Stick de King Crimson, et Guy Kyser de Thin White Rope. Il s'agit d'un album aux atmosphères différentes de celles des débuts, mais très apprécié par la critique, à tel point que Yo Yo Mundi remporte le prix Max Generation du meilleur groupe italien de l'année, décerné par le Gruppo Giornalisti Musicali. Avec Teresa De Sio, ils enregistrent la chanson Girotondo (de Lucio Fabbri et Fabrizio de Andrè), qui figure sur l'album Fatto per un Mondo Migliore.
Au cours de ces années, ils participent en tant qu'invités à divers festivals de musique (dont le Premio Tenco, le Premio Città di Recanati et l'Arezzo Wave) et étendent leur activité scénique à l'étranger en donnant des concerts en Suisse, en France, en Autriche et même en Malaisie.

### Consécration
En 1999, après trois ans d'attente depuis leur dernière œuvre, L'impazienza voit le jour, qui fait participer des artistes tels qu'Ivano Fossati, qui leur écrit une chanson intitulée Il Sud e il Nord. La collaboration avec l'auteur-compositeur-interprète génois ne s'arrête pas là, à tel point que le Yo Yo Mundi participe à son album La disciplina della Terra, sorti en 2000,.
Mais c'est en 2001 que le groupe piémontais donne naissance à ce que l'on peut considérer comme sa carte de visite : Sciopero. Il s'agit d'un projet très particulier, leur première œuvre de contamination entre les arts : c'est un extrait de la bande-son du film La Grève (Sciopero!) de Sergej Michajlovič Ėjzenštejn que Yo Yo Mundi a réalisé pour le Festival international du film muet qui s'est tenu à Rome en 1994.
Bien qu'il s'agisse d'un album presque entièrement instrumental, il a rencontré un grand succès auprès du public et de la critique, à tel point qu'il est toujours interprété depuis lors, même à l'étranger. C'est surtout au Royaume-Uni que Sciopero obtient une grande reconnaissance : en février 2006, Yo Yo Mundi y effectue une longue tournée qui a également touché le Barbican Centre de Londres, le plus grand centre culturel d'Europe, et le journal britannique The Guardian les décrit comme « The Clash avec un accordéon. »
Après le travail intense de Sciopero, ils sortent un nouvel album de chansons Alla bellezza dei margini en 2002. L'album est leur premier sorti au label Mescal. La confirmation que les Yo Yo Mundi sont des musiciens dans le domaine de l'écriture de chansons vient avec leur participation à l'album Io non mi sento italiano de Giorgio Gaber en 2003.

### Non solo musica...
En 2002, ils fondent un label discographique, Sciopero Records, qui vise à donner une visibilité à de jeunes musiciens souvent ignorés par le circuit commercial italien. Parmi eux, les plus connus sont Paolo Bonfanti et Virginiana Miller. Parmi les albums publiés par Sciopero Records figure Tribe de Frangar Non Flectar. Ils approfondissent ce qu'ils avaient commencé avec Sciopero! influencé par la littérature et le théâtre.
Fin 2003, ils publient Musiche per una Favola, un album contenant 11 titres inédits inspirés du livre illustré Storia del Bacicalupo Innamorato de Marco Castelnuovo, réalisé avec la coopérative sociale Impressioni Grafiche et les étudiants de l'Institut d'art d'Acqui Terme, et joint à ce livre.
En 2004, c'est au tour de l'album 54 : le style musical de Yo Yo Mundi se mêle au roman 54 du collectif Wu Ming. Les acteurs Marco Baliani, Giuseppe Cederna, Fabrizio Pagella et Francesco Di Bella, chanteur de 24 Grana, participent avec leurs voix. L'album, enregistré en direct, devient à la fois une lecture scénique et une réduction théâtrale intitulée 54. Anno Incredibile. Toujours en 2004, le mini-album La Casa del Freddo sort, avec 3 titres inédits (sur 5), accompagnant également le roman de Sandro Ballestrazzi.

### 2005–2010
Le 15 janvier 2005, à Casale Monferrato, Yo Yo Mundi organise un concert-événement à l'occasion du 60e anniversaire de la Libération. Il s'agit d'un spectacle intitulé La Banda Tom e altre Storie Partigiane, dédié à la bande de partisans massacrée par les nazis le 15 janvier 1945, avec des chansons tirées des écrits de Fabrizio Meni, à partir desquelles a été produit un mini-album homonyme, puis un album live et un DVD intitulé Resistenza avec des images de la soirée et des témoignages de partisans recueillis par le réalisateur du documentaire Matteo Bellizzi.
En 2005, Yo Yo Mundi avec Yo Yo Mundi alla Guerra di Troia retente l'aventure de la bande sonore d'un film : cette fois-ci, l'objet de leur attention est La Chute de Troie de Giovanni Pastrone, l'un des films pionniers de l'histoire du cinéma muet. C'est ainsi qu'est née une nouvelle performance de lecture scénique à deux voix (les acteurs Franco Branciaroli et Federica Castellini), produite par le Museo Nazionale del Cinema di Torino et le Festival di Critica Cinematografica di Alessandria.
En 2006 paraît L'ultimo testimone, un mini-album contenant cinq titres extraits de Resistenza, également retravaillés cette fois avec l'aide d'invités extérieurs (le titre qui donne son nom au CD est remixé par Eiffel 65). En 2007, Chang La Giungla Misteriosa sort. Il s'agit là encore d'une bande-son pour le film muet homonyme sorti en 1927, réalisé par Merian C. Cooper et Ernest B. Schoedsack.
En 2008, ils participent à la compilation Fuorisessione '08 avec la chanson Il giorno in cui vennero gli aerei. Cette compilation, à laquelle participent, entre autres, Paolo Benvegnù, Bandabardò, Giorgio Canali, Barrio Sud, Almamediterranea, etc., permet de récolter des fonds pour Emergency. Le 12 décembre 2008, six ans après le dernier album, sort l'album de titres inédits Album rosso, avec comme invités Steve Wickham (des Waterboys), Paolo Bonfanti, Alessio Lega et Patrizia Laquidara. Il convient également de mentionner la participation de Paolo Archetti Maestri et Fabio Martino à la réinterprétation de Ho visto Nina volare (de Fabrizio De André et Ivano Fossati) par C.F.F. e il Nomade Venerabile, contenue dans l'album Lucidinervi sorti en 2009.

### Derniers travaux
En février 2011, ils participent à l'un des concerts organisés par le Comité pour l'eau publique et ont anticipé la sortie du nouvel album avec la chanson Rabdomantiko, dont le clip est publiée sur le site officiel du Comité pour l'eau publique (comitato per l'acqua pubblica). Le 21 mars 2011 sort Munfrâ (Felmay/Egea), un album entièrement dédié au Monferrat. Une gestation de trois ans pendant laquelle Yo Yo Mundi a enquêté et étudié toute l'histoire du Monferrat, de la terre à la langue piémontaise, en passant par la tradition, l'histoire, les plats typiques et les vins. La collaboration avec Eataly, née de l'importance de l'excellence (alimentaire et autre), est particulièrement remarquable et est relatée dans le nouveau disque. Il contient également un morceau consacré aux ours. Les invités du disque sont la Banda Osiris dans le titre Lengua ed ssu ; Eugenio Finardi dans le titre La ballata del tempo de sogno.
En 2012, l'album La Strategia Del Colibrì est publié avec le sous-titre Raccolta di canzoni equo solidali. Il s'agit, comme l'indique l'album lui-même, « ...d'une collection de chansons... dédiées à la défense de l'environnement et des droits de l'homme », et les recettes de l'album lui-même ont servi à financer une école primaire à Kamujwa, au Kenya (par l'intermédiaire de Meru Herbs Onlus Italia-Cuneo). À noter sur cet album la présence de Teresa De Sio dans la chanson Girotondo (reprise de Fabrizio De André).
Deux ans après La Strategia Del Colibrì, Andrea Pierdicca et Yo Yo Mundi publient l'album La Solitudine Dell'ape, en 2014. Il s'agit de la transposition sur CD de la pièce de théâtre homonyme, où les chansons de Yo Yo Mundi sont entrecoupées de lectures d'Andrea Pierdicca.
2016 assiste à la sortie de l'album de chansons inédites intitulé Evidenti Tracce Di Felicità, contenant des apparitions de Gianni Maroccolo, Cristina Nico et Anna Maria Stasi de C.F.F. e il Nomade Venerabile. Evidenti Tracce Di Felicità est finaliste du Targhe Tenco 2016. En 2021, après une campagne de financement participatif réussie, ils sortent leur nouvel album La rivoluzione del battito di ciglia (Felmay).

## Membres
- Paolo Enrico Archetti Maestri - chant, guitare
- Andrea Cavalieri - basse, contrebasse, chant
- Fabio Martino - accordéon, claviers
- Eugenio Merico - batterie
- Fabrizio Barale - guitare, percussions
- Chiara Giacobbe - violon

## Discographie

### Albums studio
- 1994 : La diserzione degli animali del circo
- 1996 : Percorsi di musica sghemba
- 1999 : L'impazienza
- 2001 : Sciopero
- 2002 : Alla bellezza dei margini
- 2004 : 54
- 2008 : Album rosso
- 2011 : Munfrâ
- 2012 : La strategia del colibrì
- 2016 : Evidenti tracce di felicità
- 2020 : La rivoluzione del battito di ciglia

### Albums live
- 1995 : Bande rumorose
- 2005 : Resistenza

### EP
- 2002 : Dio è triste
- 2002 : Ambaradan
- 2002 : La bellezza dei margini
- 2003 : La libertà
- 2005 : La Banda Tom e altre Storie partigiane
- 2006 : L'ultimo testimone